# ورزشگاه بوتام کرسنت
ورزشگاه بوتام کرسنت (انگلیسی: Bootham Crescent) یک ورزشگاه فوتبال و راگبی در یورک، انگلستان است.
این ورزشگاه که در سال ۱۹۳۲ تأسیس شده دارای ۳٬۴۰۹ نفر ظرفیت می‌باشد.

## نگارخانه

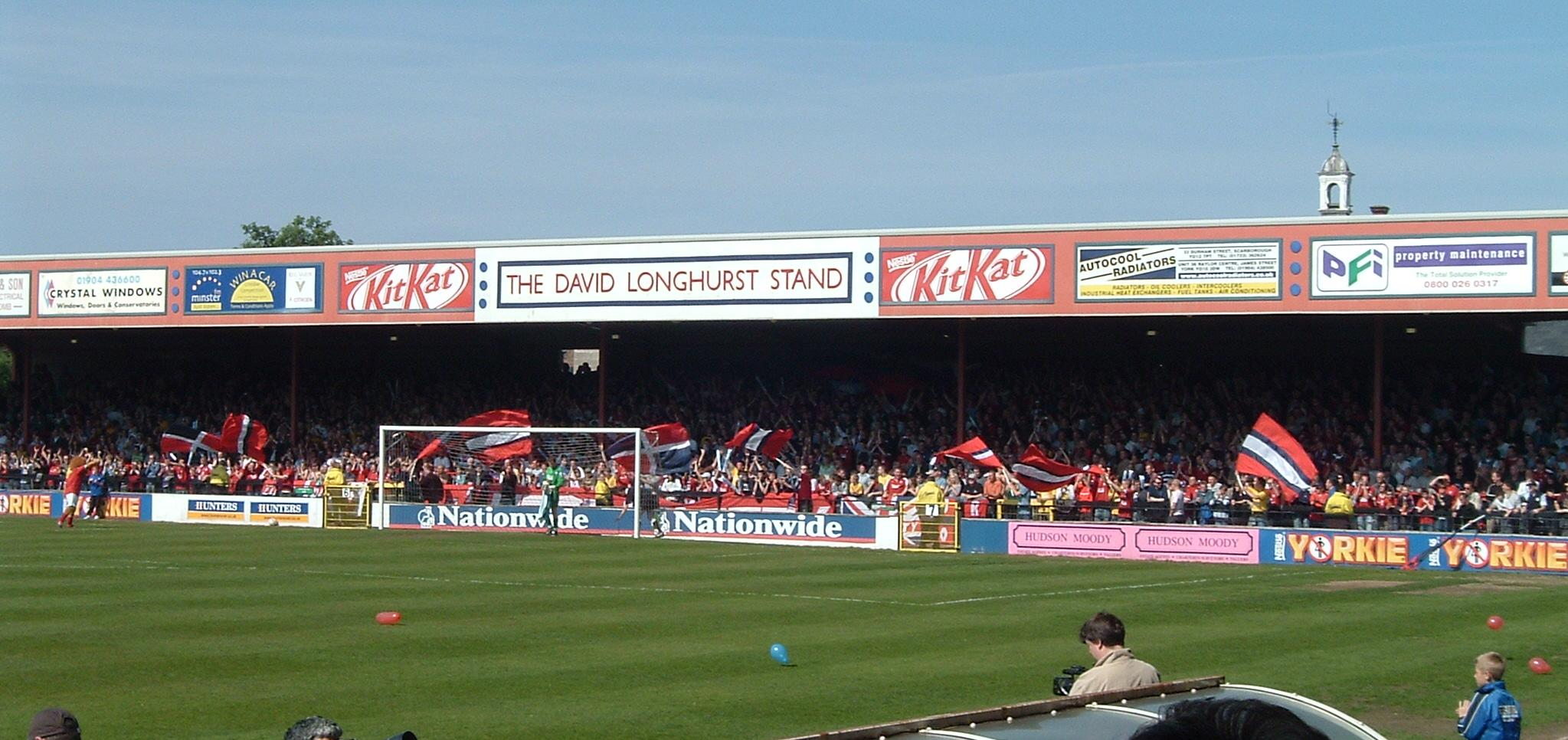
۲۰۰۷
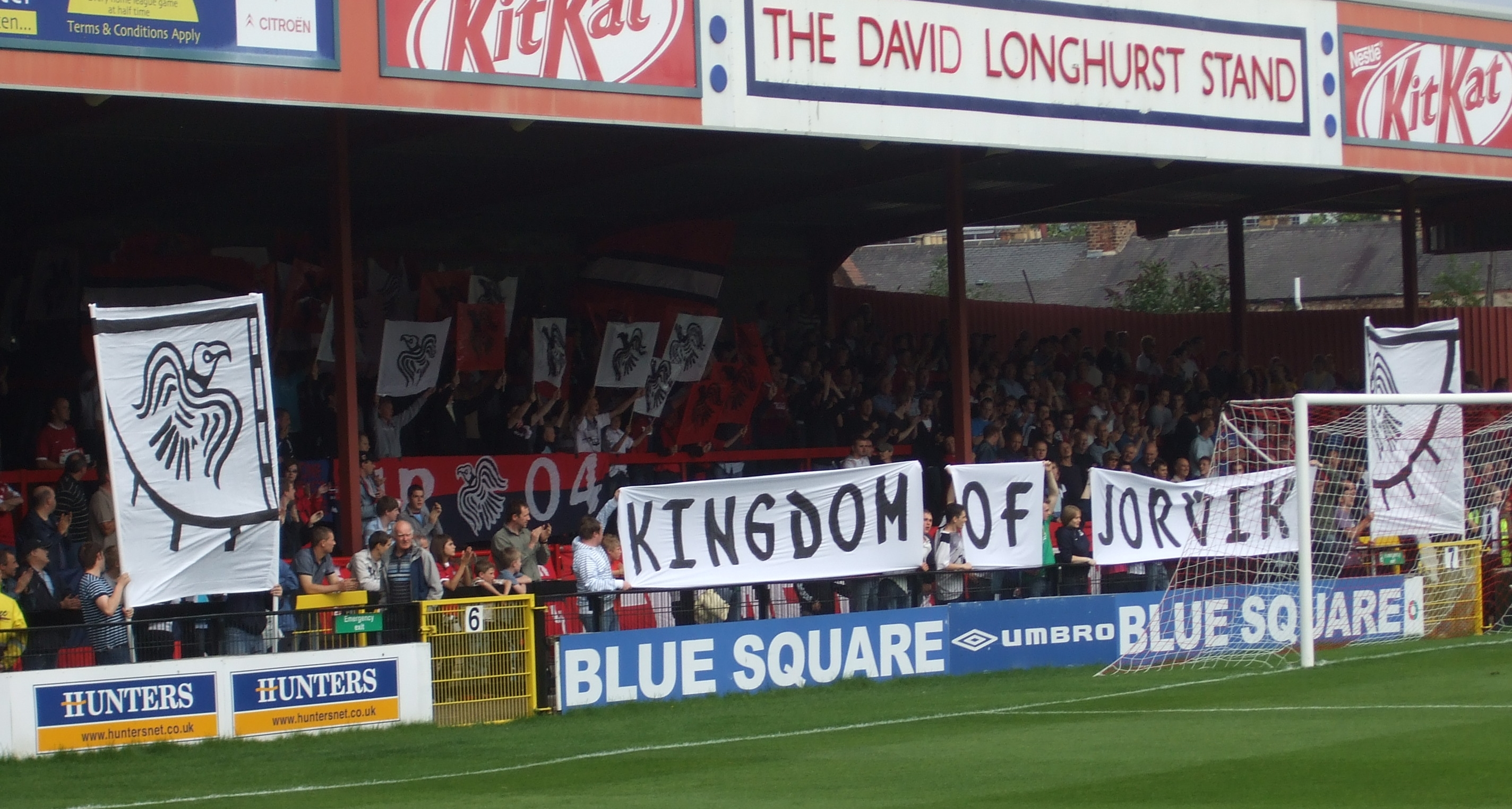
۲۰۰۸
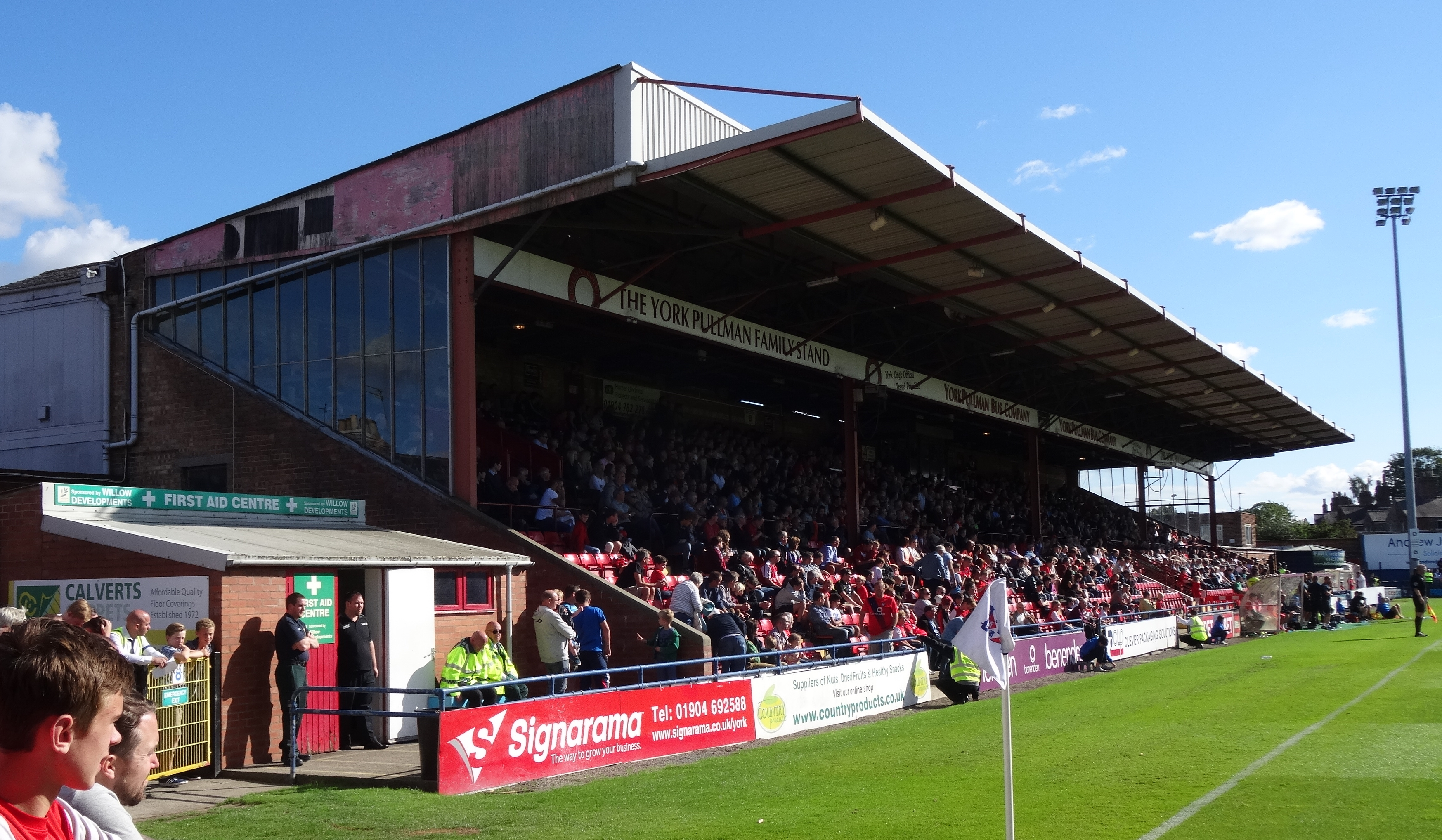
۲۰۱۵